# 液氧
液氧（常用缩写LOX或LO2表示）是液态的氧气。它在航天、潜艇和气体工业上有重要应用。

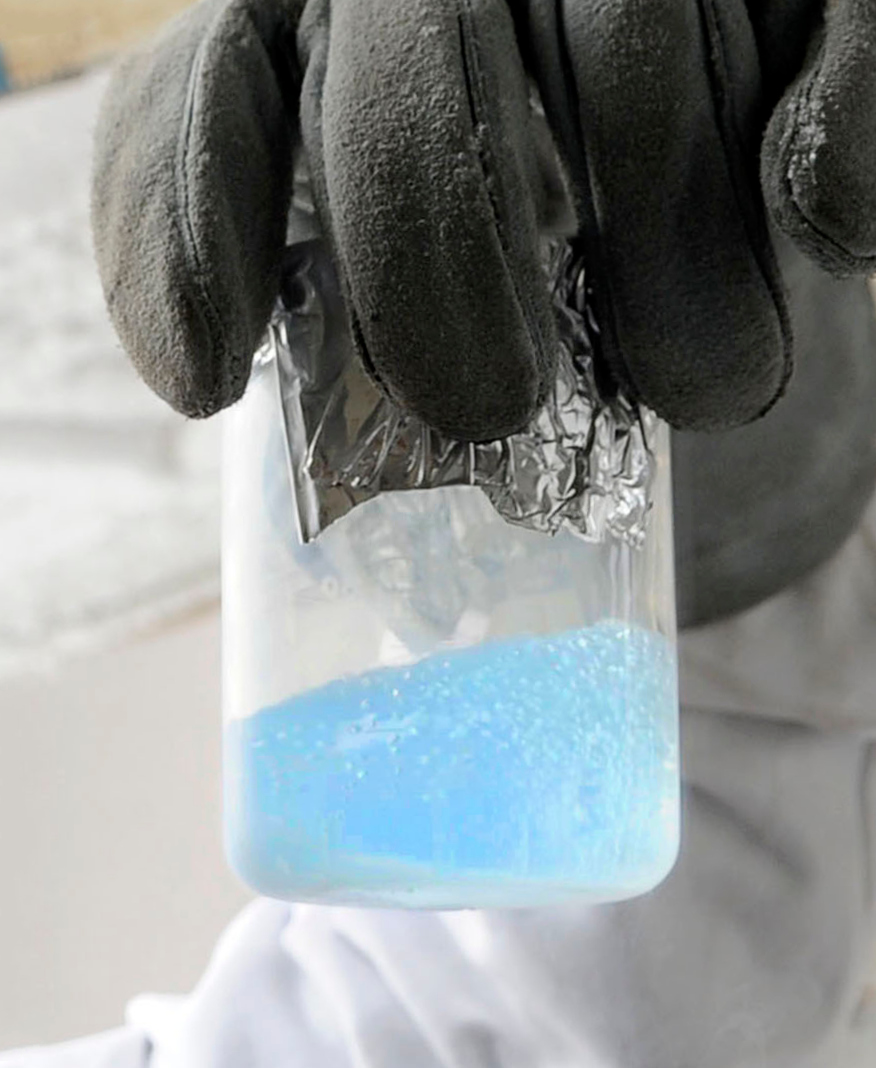
淺藍色的液氧

液氧为浅蓝色液体，并具有强顺磁性。它的主要物理性质如下：通常气压（101.325 kPa）下密度1.141 g/cm³，凝固点50.5 K（-222.65 °C），沸点90.188 K（-182.96 °C）。 
由于它的低温特性，液氧会使其接触的物质变得非常脆。液氧也是非常强的氧化剂：有机物在液氧中剧烈燃烧。一些物质若被长时间浸入液氧可能会发生爆炸，包括沥青。

## 用途
液氧具有广泛的工业和医学用途。工业上制造液氧的方法是对液态空气进行分馏。液氧的总膨胀比高达860:1，因为这个优点它在现代被广泛应用于工业生产和军事方面。
在航天工业中，液氧是一种重要的氧化剂，通常与液氢或煤油（二者作为还原剂）搭配使用。一些最早期的弹道导弹采用液氧作为氧化剂，如V2（液氧-酒精）和R-7（液氧-煤油）。在作为推进剂时，液氧能为发动机提供很高的比冲；另外，相对于另一种常见的推进剂组合四氧化二氮-偏二甲肼，液氧的几种搭配形式更清洁环保（肼类物质有剧毒）。
早期的洲际弹道导弹也曾采用液氧，但这种配置很快被放弃了，因为液氧难于贮存，必须在发射前注入导弹燃料箱。这导致导弹的反应速度降低，并容易被敌方发现。美国采用了固体火箭发动机来代替使用液氧的液体发动机，而苏联则在其液体导弹中使用了有毒但可贮存的肼（聯胺）类燃料。但由于液氧及其搭配推进剂的清洁高效，现在的运载火箭仍然大量使用液氧作为氧化剂，包括航天飞机的主发动机和阿丽亚娜5号的第一级主发动机。
在露天爆破中可以采用液氧炸药，但这种做法正逐渐被淘汰，因为液氧炸药存在相当的危险性，容易引发事故。